# Секс в космосе

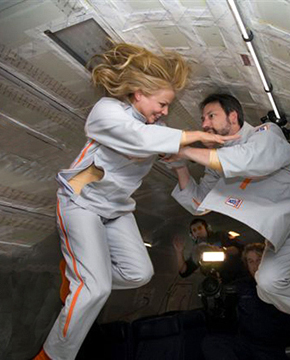
Актриса Ванна Бонта с её мужем в 2suit в условиях невесомости во время полёта в G-Force One для съёмок серии документальных фильмов «Вселенная» (третий сезон, четвёртая серия: «Секс в космосе»)

Секс в ко́смосе — половой акт в условиях невесомости или в экстремальной среде космического пространства.

## Общие сведения
Невесомость и слабое притяжение влияют как на физиологические процессы, так и на физическое взаимодействие партнёров. С другой стороны, если же пара движется относительно других окружающих объектов, это может привести к столкновениям. Также существуют предположения, что оплодотворение и беременность во внеземных условиях могут быть проблематичными.
Тема секса в космосе приобретает значение, когда рассматриваются долгосрочные миссии по исследованию и таких проектов колонизации космоса как колонизации Луны или Марса. Учёный Стивен Хокинг заявил в 2007 году, что, возможно, само выживание человечества будет зависеть от успешности преодоления жёстких условий космического пространства.

## Проблематика
Даже если космические агентства публично редко поднимают тему сексуальных отношений между космонавтами, вопрос секса во время будущих длительных космических миссий становится предметом исследований. Миссия к Марсу, запланированная НАСА, может продолжаться для экипажа от шести до восьми человек около 30 месяцев. В таких условиях тесных отношений, по мнению Национальной академии наук США, не избежать. По мнению антрополога Университета Южной Калифорнии Лоуренса Палинкаса, вопрос половых отношений при длительных миссиях невозможно замолчать. Пол Рут Вольпе, биоэтик Пенсильванского университета и советник НАСА с 2001 года, утверждает, что раньше или позже космическое агентство должно заняться этой темой.
Уже в 1973 году Айзек Азимов поднимал вопросы связанных с возможностями и рисками секса в космосе. В 1976 году в Советском Союзе появилась публикация об органах размножения крыс после космического полёта. Павел Моргунов, пресс-секретарь российского Института медико-биологических проблем РАН, подтвердил в 2007 году, что половой акт и связанное с ним размножение представляют проблему, которую необходимо решить в будущем. Физик и научный фантаст Артур Кларк заявил, что: «Невесомость приведёт к новой форме эротики». Наряду с биологическими аспектами при размножении необходимо рассматривать также и этические вопросы. Поскольку далёкой целью космических полётов является нахождение и заселение планет, пригодных для жизни вне Солнечной системы, может стать необходимым размножение для сохранения биологического вида во время полётов продолжительностью в десятилетия.

## Физиологические аспекты
Во время космических полётов были замечены многочисленные физиологические изменения, многие из которых могут влиять на секс и размножение, хотя остаётся непонятным, чем именно вызваны эти изменения — изменением гравитации, радиацией, шумом, вибрацией, изоляцией, нарушенным циркадным ритмом, стрессом или комбинацией этих факторов.
Самая главная проблема для внеземного размножения — это отсутствие ощутимого гравитационного ускорения. Жизнь на Земле, а, соответственно, и все репродуктивные и онтогенетические процессы всех видов и их предков развились под постоянным воздействием земного притяжения. Вследствие этого необходимо изучить как космическая среда влияет на критические фазы размножения и развития млекопитающих, а также на процессы, связанные с оплодотворением, эмбриональным развитием, беременностью, рождением, послеродовым развитием и родительской заботой. Гравитация влияет на все аспекты развития позвоночного, включая клеточную структуру и функционирование, развитие системы органов и даже поведение. Поскольку гравитация регулирует экспрессию генов млекопитающих, это может иметь значительные последствия для успешного продолжения рода во внеземных условиях.
Среди исследований размножения млекопитающих в условиях микрогравитации были эксперименты с крысами. И хотя зародыш развивался правильно после возвращения к нормальной гравитации, крысы, выращенные в условиях микрогравитации не могли выпрямляться. Другое исследование изучало оплодотворения мышей в микрогравитации. И хотя и в этой, и в контрольной группе родились здоровые мыши после возвращения к нормальной гравитации, исследователи отметили, что успешных оплодотворений было меньше в условиях микрогравитации. В настоящее время, полностью в условиях микрогравитации не было выращено ни мышей, ни крыс.

## Психологические аспекты
Психологические последствия секса и размножения во время полётов столь же неоднозначны. В ближайшем будущем космические экипажи будут относительно малочисленными. Если совокупление произойдёт между членами экипажа, это может иметь последствия для отношений среди экипажа и повлиять на успех миссии и деятельность экипажа. Психологическое здоровье, совместимость и спаривание будут определять отбор экипажа для длительных внеземных миссий.
Любовь Серова, специалист российского Института медико-биологических проблем в области воспроизводства в условиях космического полёта, говорит, что «после периода адаптации к невесомости, люди не будут нуждаться для секса в космосе в специальных приборах, во всяких эластичных ремнях или надувных трубах», а также что «мы изучаем влияние невесомости на репродуктивные функции тел самцов и самок на примере млекопитающих, особенно крыс». Общий вывод, что секс в космосе не представляет собой физической проблемы и что лица, достаточно мотивированные для участия в космическом полёте, не будут отвлекаться из-за секса.

## Исследования
Насколько известно, ещё не проводились исследования полового акта в космосе между людьми. Также нет подтверждённой информации относительно секса между космонавтами, который состоялся. Во французском женском интернет-журнале "Мадам (Мода, Красота, Рецепты, Общество, Гороскоп, Знаменитости)"  была опубликована статья о том, что на борту советской космической станции могла быть первая в истории освоения космоса попытка интимной близости. В 2001 году космонавт Талгат Мусабаев заявил в интервью «Российской газете», что, несмотря на сплетни, никакого секса в космосе не было. Немецкий космонавт Ульрих Вальтер сказал в 2011 году: «Будьте спокойны, секса в шатле и в американской части космической станции никогда не происходило».
В 2010 году наделал шуму рассказ научно-популярного писателя Пьера Колера в книге «La Dernière Mission», о чём также писала газета The Guardian. При этом ссылались на документ НАСА (№ 12-571-3570), который был опубликован 28 ноября 1989 года группой Usenet и согласно которому в 1996 году космонавтами на одном из полётов космических челноков тестировались разнообразные позиции для секса. Доклад НАСА оказался мистификацией. Уже в марте 2010 года пресс-секретарь НАСА Брайан Уельх назвал документ городскими легендами.
Всё же половые акты в космосе часто исследовались на животных. Российские учёные исследовали влияние невесомости на сексуальную жизнь животных на борту космического аппарата «Фотон-М». Спутник транспортировал ящериц, плодовых мух и микробов. Он стартовал 19 июля 2014 года и оставался в космосе (около 500 километров над поверхностью Земли) лишь шесть недель вместо запланированных восьми. Мухи размножились; ящерицы замёрзли вследствие технических проблем.

## Регламент
Не существует никаких распоряжений, которые бы однозначно касались темы секса на борту. Согласно «Кодексу профессиональной ответственности космонавтов», космонавты НАСА обязаны вести себя с достоинством. «Кодекс поведения экипажа» Международной космической станции требует следующего: «Ни один член экипажа МКС не должен показывать своим поведением, что отдаётся предпочтение определённым лицам во время миссии». В руководстве НАСА относительно здоровья команды, опубликованном в 2007 году, тема секса не поднималась. Ричард Уильямс, ответственный за здоровье космонавтов, уклонялся от разъяснения с обоснованием, что половой акт не связан со здоровьем в космосе, это скорее вопрос поведения и поэтому входит в компетенцию других коллег.

## Реализация полового акта
Невесомость приведёт к значительному усложнению полового акта в космосе. Согласно Ульриху Вальтеру, половое влечение в первые дни пребывания в космосе значительно снижено, пока не установится гормональный баланс в соответствии с новыми условиями: «Во время десятидневного полёта в космическом челноке мы думали обо всём, кроме одного.» Невесомость приводит к избытку крови в верхней части туловища, что вызывает недомогания и головные боли. В частности голова надувается и имеет примерно на 10 % больший объём, чем на Земле.
Наряду с общим плохим самочувствием в космосе, худшее кровообращение нижней части туловища мужчин может приводить, по мнению Гаральда Леша, к проблемам с эрекцией. Однако даже если эрекция после адаптации к новым условиям и наступит, могут возникнуть проблемы с выполнением полового акта из-за недостаточного сцепления. Биолог Асена Адреадис из Массачусетского университета пояснила британской газете Daily Mail: «Заниматься сексом в невесомости чрезвычайно трудно, потому что нет никакого сцепления, и к тому же ты постоянно сталкиваешься со стенами». Через толкательные движения партнёры будут отталкиваться друг от друга. Половой акт возможен лишь с применением вспомогательных материалов. Так, предлагается надувной тоннель, куда пара скользит. Пару можно также связывать эластичными ремнями. Уже в 1992 году учительница из Истона в Массачусетсе предложила конструкцию из таких ремней, которые должны были бы сделать возможным половой акт в невесомости. Рэймонд Нунан из Института секса в Нью-Йорке заявил, что использование этой системы могло бы быть полезным для уменьшения стресса космонавтов.
Другим вариантом является привязывание одного из партнёров к рейке, в то время как другой может свободно двигаться, держась за другие рейки. Также обсуждались альтернативные модели, когда по аналогии спаривания дельфинов паре помогает третье лицо. Для предотвращения уменьшения кровяного давления в ногах советским космическим агентством были разработаны брюки низкого давления. Использование таких брюк должно значительно усилить сексуальное возбуждение.

## Риск оплодотворения
Половой акт в космосе вызывает также вопросы этического характера. Так, казахстанский космонавт Талгат Мусабаев заявил, что секс не должен состояться по причине неизвестных рисков при возможной беременности: «Мы не знаем, какие будут последствия для зародыша».
Керри Уолтон, нью-йоркский невролог, хотя и считает, что зачатые и рождённые в космосе дети будут жизнеспособными, но однако не на Земле. По его мнению, мышцы, сердце, иммунная система и кости будут недостаточно крепкими для выживания. Известно, что пребывание на космических станциях в течение месяцев может значительно повредить взрослому человеческому телу (прежде всего мышцам и костям). Можно ожидать, что ещё больший вред будет причинён детям во время их роста. Трудно также представить сами роды в космосе. Как сказала Асена Адреадис: «Это ад — рожать в невесомости.»

## Прецеденты
Случаи сексуальных отношений в космосе неизвестны. Лоуренс Палинкас ожидает, что при длительных миссиях в космосе сложатся ситуации подобные ситуациям при длительных пребываниях на изолированных исследовательских станциях в Антарктике. Трудно будет игнорировать вопрос сексуальности. В сентябре 1992 года супружеская пара Марк Чарльз Ли и Нэнси Джен Дейвис совершили полёт в рамках миссии «Спейс Шаттла» STS-47. Они поженились во время подготовки к миссии. Чтобы исключить возможность сексуального контакта, космонавты работали в разных сменах. Франк Шетцинг говорил в октябре 2009 года, что были слухи о романах между российскими и американскими космонавтами.
В июне 2015 года Pornhub объявлял о планах провести первую порнографическую съёмку в космосе. Для этого была запущена краудфандинг-кампания для финансирования проекта, названного «Сексплорейшн», с целью собрать 3,4 миллиона долларов США за 60 дней. Его выпуск планировался на 2016 год после шестимесячной тренировки двух исполнителей и экипажа из шести человек, однако ничего подобного так и не было осуществлено. Хотя компания заявляла о переговорах со многими частными космическими перевозчиками, она отказалась их назвать из «боязни, что это может вызвать ненужные отрицательные последствия». В статье на Space.com об этой кампании отмечено, что в 2008 году Virgin Galactic отказалась от предложения в миллион долларов от неназванной стороны провести съёмки порнофильма на борту «SpaceShipTwo».

## Общественное восприятие
Вопросы сексуальной жизни в космосе периодически поднимаются в обществе. Писатель Франк Шетцик постоянно юмористически спекулирует на эту тему в своих работах. Йоахим Фуксбергер в 1985 году поднимал тему секса в невесомости перед телевизионной публикой.
Миллиардер Ричард Брэнсон, который хочет предлагать туристические космические полёты на своих кораблях Virgin Galactic и SpaceShipTwo, обещает также и сексуальное первенство: «Какая пара будет иметь первой секс в космосе? Невесомый секс, это было бы что-то».
Одна из серий документальной телевизионной передачи «Вселенная» 2009 года была посвящена «Сексу в космосе» (3-я серия, 4-й сезон).
В ряде художественных фильмов и телесериалов показан секс в космосе, например, «Лунный гонщик» (1979), «Сверхновая» (2000), «Куб 2: Гиперкуб» (2002), «Пространство» (2016).